# آفتاب‌پرست خوابیده

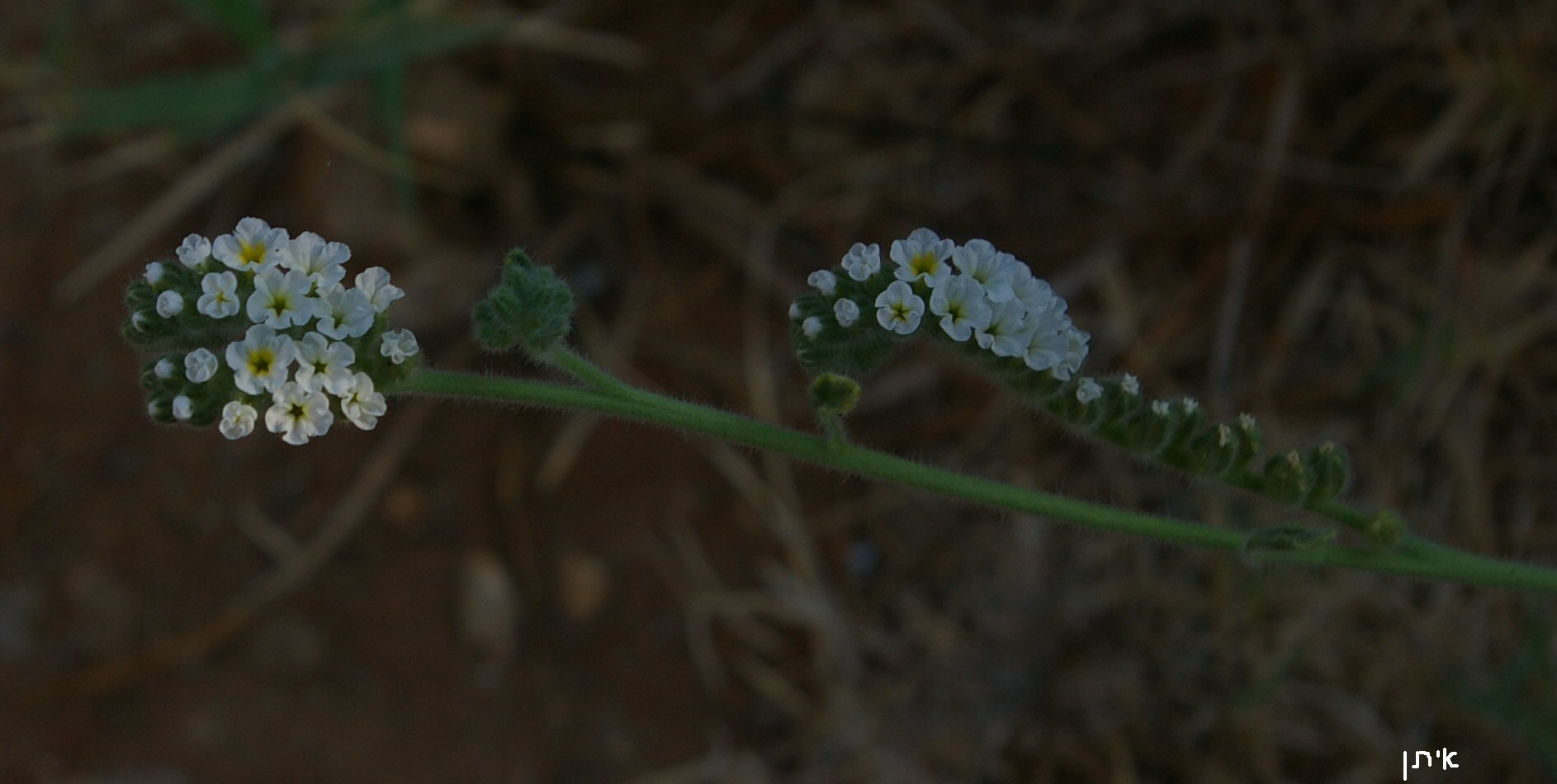

آفتاب‌پرست خوابیده (نام علمی: Heliotropium supinum) نام یک گونه از سردهٔ آفتاب‌پرست است. سردهٔ آفتاب‌پرست در ایران ۴۷ گونهٔ علفی یک ساله و چند ساله دارد که در سراسر ایران پراکنده‌اند. آفتاب‌پرست خوابیده یکی از ۴۷ گونهٔ موجود در ایران است.